# ليديا تورشينوفيتش
ليديا تورشينوفيتش (بالفرنسية: Lidija Turčinović)‏ مواليد 27 أغسطس 1994 في بلغراد، صربيا والجبل الأسود، هي لاعبة كرة سلة فرنسية. بدأت مسيرتها الاحترافية في سنة 2012. لعبت مع نادي لات لكرة السلة للسيدات في الدوري الفرنسي لكرة السلة للسيدات.

## الإنجازات
نادي لات لكرة السلة للسيدات
- الدوري الفرنسي لكرة السلة للسيدات (1): 2013-14
- كأس فرنسا لكرة السلة (1): 2012-13

## روابط خارجية
- ليديا تورشينوفيتش على موقع الاتحاد الدولي لكرة السلة (الإنجليزية)
- ليديا تورشينوفيتش على موقع كرة السلة الأوروبية.كوم (الإنجليزية)
- ليديا تورشينوفيتش على موقع بروبوليرز (الإنجليزية)